# Саобраћај на Кипру
Кипар је евроазијска острвска земља у области источног Средоземља. Овакав положај на средокраћи путева између обала Европе, Азије и Африке даје Кипру изузетно повољан саобраћајно-прометни положај. Због тога земља има изванредне услове за развој поморског и ваздушног саобраћаја, као успутна станица на дугим путовањима. Са друге стране турска окупација северног дела земље и, самим тим, подела на два дела оптерећује развој саобраћаја на Кипру.
Кипар има развијен друмски, ваздушни и водени саобраћај. Највећи саобраћајни чвор је главни град, Никозија.

## Железнички саобраћај
Железница на Кипру не постоји од 1952. године, када је укинута последња линија.

## Друмски саобраћај
грчки део Кипра поседује много дужу и развијену путну мрежу, која укључује и савремене ауто-путеве. Укупна дужина путева у грчком делу Кипра у 2006. години је 12.118 km, од чега је са чврстом подлогом 7.850 km. Укупна дужина путева у турском делу Кипра у 1996. години је 2.350 km, од чега је са чврстом подлогом 1.370 km. Занимљив податак је и то да се на острву вози левом страном, а што је наслеђе времена владавине Британаца Кипром.
У грчком делу Кипра постоји неколико краћих ауто-путева. То су:
- Ауто-пут А1, Никозија - Лимасол, укупна дужина 73 km, савремени ауто-пут целом дужином.
- Ауто-пут А2, Никозија - Ларнака, укупна дужина 21 km, савремени ауто-пут целом дужином.
- Ауто-пут А3, Ларнака - Аја Напа, укупна дужина 55 km, савремени ауто-пут целом дужином.
- Ауто-пут А5, Лимасол - Ларнака, укупна дужина 19 km, савремени ауто-пут целом дужином.
- Ауто-пут А6, Лимасол - Пафос, укупна дужина 66 km, савремени ауто-пут целом дужином.
- Ауто-пут А7, Пафос - Полис, укупна дужина 31 km, савремени ауто-пут у плану, изградња до 2012. г.
- Ауто-пут А9, Никозија - Тродоске планине, укупна дужина 65 km, савремени ауто-пут на деоници од Никозије у дужини од 20 km.
- Ауто-пут А22, обилазница око грчког (јужног) дела Никозије, укупна дужина 32 km, савремени ауто-пут у плану, изградња до 2012. г.

## Водени саобраћај
Кипар има изванредне услове за развој поморског саобраћаја - острвска земља на средокраћи путева у источном дели Средоземља. Најважније луке у земљи су: Лимасол, Ларнака, Пафос, Фамагуста. Лимасол је најпрометнија лука и налзи се на југу острва.

## Гасоводи и нафтоводи
Гасовод: нема података
Нафтовод: нема података

## Ваздушни транспорт
На Кипру постоји неколико авио-предузећа, од којих је најважније државно предузеће "Сајпрус ервејз".
У земљи постоји 12 званично уписаних аеродрома (1999. године), сви са чврстом подлогом (погледати: Аеродроми на Кипру). Са ИАТА кодом је 7 аеродрома, од којих су значајни:
- Међународни аеродром „Ларнака“ у Ларнаци - LCA
- Међународни аеродром „Пафос“ у Пафосу - PFO
- Међународни аеродром „Никозија“ у Никозији - NIC (напуштен од сукоба 1974. г.)
- Међународни аеродром „Ерчан“ у Никозији (турски део Кипра) - ECN

Сви аеродроми на острву имају највећи промет лети и највише зависе од туризма. Међународни аеродром „Ларнака“ је далеко највећи и најпрометнији аеродром, идеално положен на средини путева између три највећа града Кипра, Никозије, Лимасола и Ларнаке.